# Husinec, Praha-východ
Husinec là một làng thuộc huyện Praha-východ, vùng Středočeský, Cộng hòa Séc.